# Халепо, Геннадий
Геннадий Халепо (бел. Геннадий Халепо; род. 2 января 1969, Гомель) — белорусский гандболист, выступавший за клубы СКА Минск, Лемго, ГК Ветцлар.

## Карьера

#### Клубная
Геннадий Халепо начинал свою карьеру в минском клубе СКА, где выступал до 1991 года. В 1991 году Геннадий перешёл в немецкий клуб ТуС Дюссельдорф, где провёл 1 сезон, после чего Геннадий Халепо вернулся в СКА (Минск). Геннадий проведя 3 сезона в СКА (Минск), и выиграв с клубом чемпионат Белоруссии, в 1993 году перешёл в немецкий клуб ТуС Неттельстед, где провёл 5 сезонов. В 1998 году Геннадий Халепо перешёл в немецкий клуб ГК Лемго. В 1999 году Геннадий стал игроком немецкого клуба Дюссельдорф, а в 2000 году заключил контракт с немецким клубом ГК Ветцлар, где провёл 3 сезона. В 2003 году Геннадия Халепо отдали в аренду в швейцарский клуб ГК Грассхопер. В 2003 году Геннадий вернулся в ГК Ветцлар, где провёл 2 сезона. В 2005 году Геннадий Халепо перешёл в Хюттенберг, где провёл сезон, а на следующий сезон Геннадий Халепо вернулся снова в ГК Ветцлар. В 2006 году Геннадий Халепо закончил карьеру.

#### Международная
Геннадий Халепо начинал свою карьеру в сборной СССР по гандболу и провёл за неё 10 матчей. Геннадий Халепо выступал за сборную Белоруссии и провёл за неё 67 матчей и забросил 286 голов.

#### Тренерская
Геннадий Халепо начал свою карьеру тренера в немецком клубе ТуС Спенге в 2008 году. В 2009 году Геннадий Халепо стал тренером второй команды ГК Ветцлар, а в 2010 году возглавил основную команду ГК Ветцлар. В 2012 году, в связи с плохими результатами команды, Геннадий Халепо был уволен с поста тренера, и Геннадия заключил контракт с клубом ТуС-Н Люббеке. В 2013 году Геннадий Халепо стал тренером немецкого клуба Эмсдеттен. В 2016 году Геннадий Халепо стал тренером немецкого клуба Эйзенах.

## Титулы
- Чемпион Белоруссии: 1993
- Победитель чемпионата СССР: 1989